# Charles Villiers Stanford
Charles Villiers Stanford (Dublín, 30 de septiembre de 1852-Londres, 29 de marzo de 1924) fue un compositor, profesor de música y director de orquesta irlandés de finales del Romanticismo, que vivió en Inglaterra durante la mayor parte de su vida.

## Biografía
Stanford nació en Dublín, hijo de John Stanford, que era examinador en la Court of Chancery. Sus padres estaban relacionados con la música: el padre era un bajo (voz) y también tocaba el violonchelo, mientras que su madre tocaba el piano. Charles estudió bajo la tutela de R. M. Levey (violín), Meeke Robinson, Flynn y Michael Quary (piano), así como Robert Stewart (composición y órgano).
En 1862, se trasladó a Londres para estudiar bajo la tutela de Arthur O'Leary y Ernst Pauer. En 1870, obtuvo una beca para el Queens' College (Cambridge). En 1873, se pasó al Trinity College, en donde escribió Three Latin Motets. Allí sucedió a J. L. Hopkins como el organista del college, un puesto que conservó hasta 1892. Posteriormente, fue nombrado director de la Cambridge University Musical Society.
Durante su estancia en el Trinity College, organizó varios conciertos y presentaciones teatrales. Entre 1874 y 1877, obtuvo un permiso para viajar una vez al año a completar sus estudios en Alemania, en donde fue alumno de Carl Reinecke y Friedrich Kiel. Stanford obtuvo un Bachelor of Arts en 1874 y una Maestría en Artes en 1878. En 1883, recibió un doctorado honorario de la Universidad de Oxford y en 1888 de la Universidad de Cambridge.
Stanford saltó a la fama cuando compuso la música incidental para el drama Queen Mary de Alfred Tennyson (1876). En 1881, compuso su primera ópera, The Veiled Prophet, estrenada en Hanóver y posteriormente reestrenada en la Royal Opera House en 1893. Más tarde escribió varias óperas como Savonarola (Hamburgo, 1884), The Canterbury Pilgrims (Drury Lane, 1884), Shamus O'Brien (Opéra Comique, 1896), Much Ado About Nothing (Royal Opera House, 1901), The Critic (Shaftesbury Theatre, 1916) y The Travelling Companion (David Lewis Theatre, 1925).
Stanford ocupó varios puestos en instituciones musicales importantes. En 1883, Stanford fue nombrado profesor de composición en el Royal College of Music. Entre 1886 y 1902, dirigió el Bach Choir. A partir de 1887, fue profesor de música en la Universidad de Cambridge. También fue director de la Leeds Philharmonic Society (1897-1909) y del Leeds Festival Chorus.En 1902 fue nombrado caballero.
Asimismo, Stanford fue profesor de múltiples músicos reconocidos, tales como Samuel Coleridge-Taylor, Gustav Holst, Ralph Vaughan Williams, John Ireland, Frank Bridge, Rebecca Clarke, William Hurlstone, Charles Wood, Geoffrey Shaw y  Howells.
Falleció el 29 de marzo de 1924, fue enterrado en la Abadía de Westminster, cerca de Purcell.

## Música
Stanford fue conocido por sus obras para coros, generalmente encargadas para festivales musicales provincianos. Asimismo, sus piezas de música eclesiástica todavía siguen siendo usadas en Iglesias Anglicanas. Algunas de sus obras religiosas más conocidas son sus Evening Services en si bemol, la, sol y do, sus Three Latin Motets y su himno For lo, I raise up.
Sus obras instrumentales incluyen siete sinfonías, seis rapsodias, varios trabajos para órgano y conciertos para violín, violonchelo, clarinete y piano. También compuso canciones, madrigales y la música incidental de varias obras como Euménides y Edipo rey (ambas presentadas en Cambridge).

## Obras para orquesta

### Sinfonías
- Sinfonía n.º 1 en si bemol mayor
- Sinfonía n.º 2 en re menor
- Sinfonía n.º 3 en fa menor (Op. 28)
- Sinfonía n.º 4 en fa mayor (Op. 31)
- Sinfonía n.º 5 en re mayor (Op. 56)
- Sinfonía n.º 6 en mi bemol mayor (Op. 94)
- Sinfonía n.º 7 en re menor (Op. 124)

### Conciertos
- Concierto para piano (1874)
- Concierto para violín (1875)
- Concierto para violonchelo en re menor (1879)
- Concierto para piano n.º 1 en sol menor (Op. 59)
- Concierto para piano n.º 2 en do menor (Op. 126)
- Concierto para piano n.º 3 en mi bemol mayor (Op. 171)
- Suite para violín y orquesta (Op. 32)
- Concierto para violín en re mayor (Op. 74)
- Concierto para clarinete en la menor (Op. 80)
- Concierto para órgano y orquesta (Op. 181)

### Rapsodias
- Rapsodia irlandesa para orquesta n.º 1 en re menor (Op. 78)
- Rapsodia irlandesa para orquesta n.º 2 en fa menor (Op. 84)
- Rapsodia irlandesa para orquesta n.º 3 (Op. 137)
- Rapsodia irlandesa para orquesta n.º 4 en la menor (Op. 141)
- Rapsodia irlandesa para orquesta n.º 5 en sol menor (Op. 147)
- Rapsodia irlandesa n.º 6 para violín y orquesta (Op. 191)